# Departamentul Say
Departamentul Say este un departament din  regiunea Tillabéri, Niger, cu o populație de 232.460 locuitori (2001).